# Mands Mod
Mands Mod er en amerikansk stumfilm fra 1917 af Bertram Bracken.

## Medvirkende
- Gladys Brockwell som Conchita Cordova.
- Colin Chase som Juan Mendoza.
- Vivian Rich som Dona Sartoris.
- Willard Louis som Pedro.
- Lew Cody som John Rannie.